# (264476) Aepic
(264476) Aepic est un astéroïde de la ceinture principale.

## Description
(264476) Aepic est un astéroïde de la ceinture principale. Il fut découvert le 16 avril 2001 à Saint-Véran par l'Observatoire de Saint-Véran. Il présente une orbite caractérisée par un demi-grand axe de 2,30 UA, une excentricité de 0,10 et une inclinaison de 3,7° par rapport à l'écliptique.

## Compléments